# 开心超人 (电影)
《开心超人》（英語：Happy Heroes），又名《开心超人大电影》，是中国动画《开心宝贝》的第一部电影版，由广东明星创意动画公司出品，于2013年6月28日在中国大陆公映。该片讲述了开心超人与怪兽搏斗时，损坏电线后恢复电力系统的故事。

## 简介
由宅博士率领开心超人等五个超人保护的“星星球”，有一天开心超人与怪兽搏斗中意外打断了网络电缆，造成星星球混乱，其實是大大怪、小小怪和变形怪的阴谋，利用被毁的网络入侵星星球。最后，在五个超人和博士的保护下，恢复了以往的平静。

## 歌曲
- 片头曲：《开心往前飞》。
- 片尾曲：《离开地球表面》。
- 插曲：《开心英雄》。